# Hor Rakhang

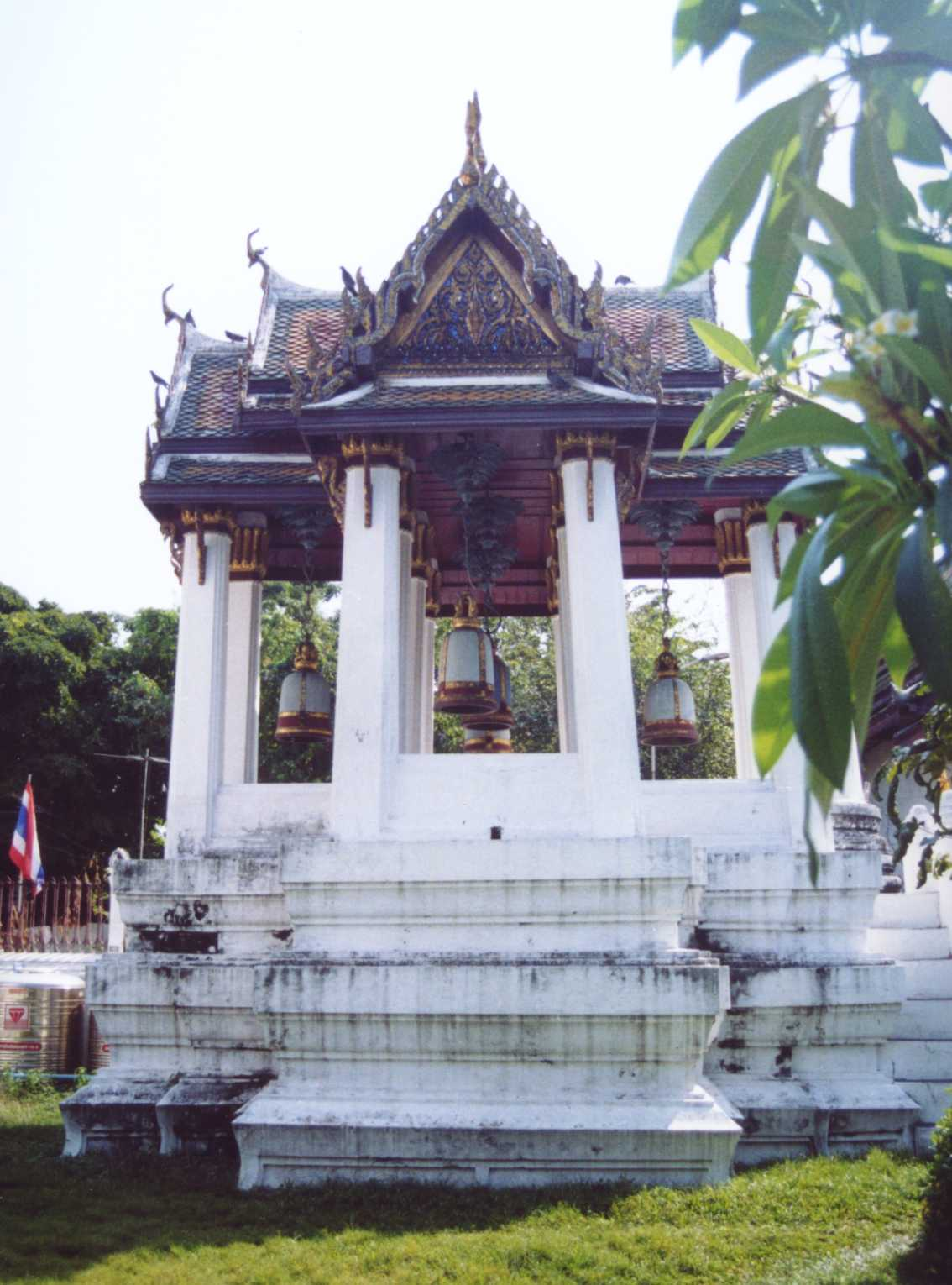

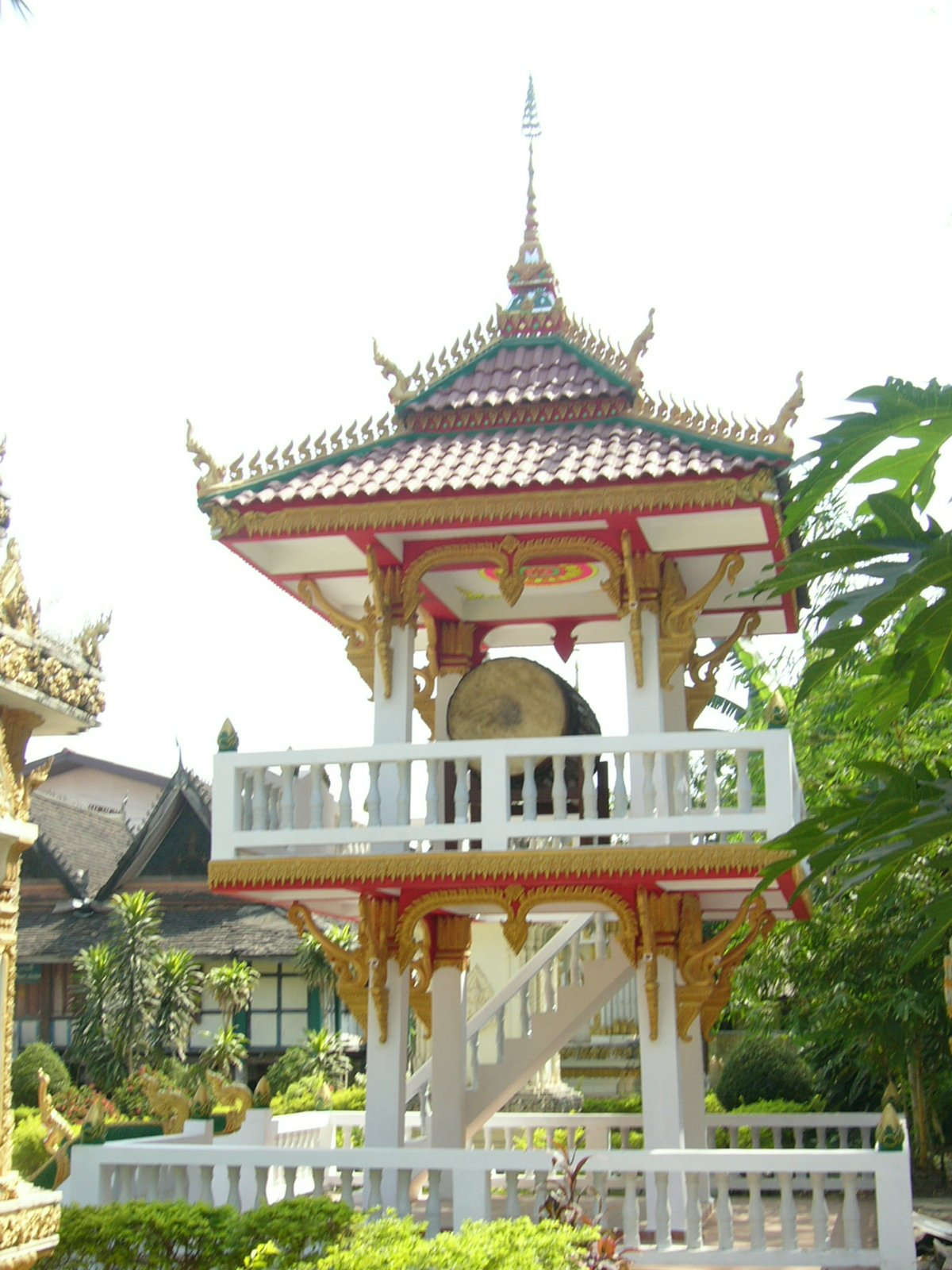

Hor Rakhang se află pe teritoriul unui templu budist, fiind un turn pentru clopote. Călugării sunt treziți și chemați la rugăciune sau la masă prin sunetul clopotelor. In contrast cu clopotele din cultura europeană unde acestea se trag, aici sunt lovite, clopotele fiind fixe. Mai există și o altă formă de „Hor Rakhang” unde în loc de clopote este utilizată toba ca de exemplu în  Bangkok.